# Mercè Rodoreda
Mercè Rodoreda i Gurguí (Barcellona, 10 ottobre 1908 – Gerona, 13 aprile 1983) è stata una scrittrice spagnola, di lingua catalana, attivamente impegnata contro il franchismo e per l'indipendenza della Catalogna.
Figura di primo piano della letteratura catalana del XX secolo, le sue opere sono state tradotte in più di 30 lingue.

La sua produzione comprende tutti i generi letterari; Rodoreda coltivò sia la poesia che il teatro e il racconto, sebbene si distingua maggiormente nel romanzo. Un altro aspetto fu scoperto postumo, la pittura, che era rimasta in secondo piano per l'importanza che Rodoreda dava alla propria scrittura:
(Mercè Rodoreda, Prologo di Lo specchio rotto.)

## Biografia

### Infanzia (1908-1921)
Mercè Rodoreda nacque il 10 ottobre 1908 in una piccola casa con giardino di via San Antonio, ora via Manuel Angelon, nel quartiere di San Gervasio de Cassolas, Barcellona. Fu figlia unica di Andreu Rodoreda Sallent e Montserrat Gurguí Guàrdia; entrambi erano grandi amanti della letteratura e del teatro e parteciparono a lezioni di recitazione impartite da Adrià Gual nella Scuola di Arti Drammatiche, divenuta in seguito Istituto del Teatro. Sua madre nutriva anche un grande interesse per la musica.
Rodoreda frequentò solo due anni di scuola primaria, dal 1915 al 1917, e in due diverse scuole: il Col·legi de Lourdes nel quartiere di Sarrià, ed un'altra più vicino a casa, in via Pàdua, all'altezza di via Vallirana, a Barcellona. Il nonno materno, Pere Gurguí, era un ammiratore di Jacint Verdaguer, del quale era anche amico, ed aveva collaborato come redattore nelle riviste La Renaixensa e L'Arc de Sant Martí. Nel 1910 Pere Gurguí fece fare un monumento in memoria di Jacint Verdaguer nel giardino di casa sua, nel quale c'era un'incisione con le due opere più importanti dell'autore, Canigó e L'Atlàntida. Questo spazio divenne il luogo di feste e riunioni di famiglia. La figura del nonno segnò intensamente Mercè, che arrivò a considerarlo come suo "maestro". Gurguí le trasmise un profondo sentimento catalanista e un amore per la lingua catalana e per i fiori, che si vedono ben riflessi lungo tutta l'opera di Mercè Rodoreda.
(Mercè Rodoreda, Imatges d'infantesa.)
Il 18 maggio 1913, a soli cinque anni, recitò per la prima volta in un'opera teatrale con il ruolo della bambina Ketty dell'opera El misteriós Jimmy Samson (Il misterioso Jimmy Samson), al Teatro Torrent de les Flors. Alcuni anni più tardi, questo personaggio venne in qualche modo recuperato per il racconto El Bany all'interno dell'opera Vint-i-dos contes.
Durante l'infanzia lesse soprattutto gli autori catalani classici e moderni, tra cui Jacint Verdaguer, Ramon Llull, Joan Maragall, Josep Maria de Sagarra e Josep Carner, influenzata sicuramente dall'ambiente bohemien che si respirava nella casa familiare.
Il 30 maggio 1920 prese parte all'opera drammatica Quince días de reinado nel Col·legi Nuestra Señora de Lourdes. In quella stessa occasione recitò anche il poema La negra in lingua catalana.
Nel 1921, a causa della morte del nonno materno Pere Gurguí, suo zio Juan si stabilì nella casa della famiglia e ne cambiò lo stile di vita imponendo austerità e ordine convenzionali. Mercè Rodoreda lo aveva già idealizzato dalle lettere che aveva ricevuto anteriormente e finì per sposarsi a vent'anni con lui, di quattordici anni più grande. A causa del grado di consanguineità, ebbero bisogno di una dispensa papale.

### Gioventù (1921-1939)
Dopo il matrimonio, gli sposi andarono a Parigi in viaggio di nozze, e in seguito si stabilirono in una casa di via Zaragoza a Barcellona. Suo marito era andato in Argentina molto giovane ed era tornato con una piccola fortuna.
Il 23 luglio 1929 nacque il loro unico figlio, Jordi Gurguí i Rodoreda. Da questo momento, Mercè Rodoreda cominciò a fare prove letterarie per riuscire a liberarsi dalla dipendenza economica e sociale che avrebbe contraddistinto la sua vita da sposata. Fu così che cominciò a concepire la scrittura come un mestiere. Ogni giorno si rinchiudeva per un po' nella colombaia blu che c'era nella casa materna di Manuel Angelon, e che in seguito le servì come possibile ispirazione per scrivere La piazza del Diamante. In questo periodo scrisse versi, una commedia teatrale (ad oggi scomparsa) e un romanzo. Nel frattempo fu proclamata la Seconda Repubblica.

#### Seconda Repubblica
Nel 1931, Mercè Rodoreda cominciò a ricevere lezioni al Liceu Dalmau, dove migliorò la sua conoscenza della lingua grazie al pedagogo e linguista Delfí Dalmau i Gener, che esercitò su di lei una grande influenza e la stimolò a formarsi; tra i due nacque un forte vincolo di amicizia. Mercè Rodoreda mostrava ciò che scriveva a Dalmau, e lui la convinse a pubblicare questi primi testi. Dalmau pensava che Rodoreda fosse un'alunna eccezionale che possedeva un'altezza spirituale e una promettente anima da letterata. L'ammirazione nei suoi confronti convinse Dalmau a chiederle di contribuire alla sua opera Polémica, un'apologia del catalano e dell'esperanto; lei accettò e il testo fu pubblicato nel 1934. Come riconobbe il maestro Delfí Dalmau, quest'opera fu realizzata anche con le osservazioni di Rodoreda.
Nel 1932 vennero pubblicati il primo romanzo di Mercè Rodoreda intitolato Sóc una dona honrada? (Sono una donna onorata?) dalla casa editrice Catalonia, ed alcuni racconti da diversi quotidiani. L'opera passò quasi inosservata finché non concorse per il Premio Joan Crexells del 1933, vinto poi da Carles Soldevila.
Il 1º ottobre 1933 Mercè iniziò la carriera di giornalista nella rivista settimanale Clarisme, dove pubblicò ventiquattro contributi: cinque prose sulla cultura tradizionale, tredici interviste, due rassegne, un racconto e tre commenti di natura politico-culturale, musicale e cinematografica. In quello stesso anno entrò a far parte dell'Associazione della Stampa di Barcellona, fatto che metteva in evidenza l'intenzione di formalizzare la sua collaborazione con il lavoro giornalistico.
Nella primavera del 1934, Mercè Rodoreda pubblicò la sua seconda opera Del que hom no pot fugir nelle edizioni della rivista Clarisme. Nel maggio di quello stesso anno vinse il Premi del Casino Independent dels Jocs Florals de Lleida con il racconto La sireneta i el delfí, attualmente perduto.
Dopo aver scritto questa seconda opera, Joan Puig i Ferreter, direttore di Edicions Proa, le fece visita e si mostrò interessato alla pubblicazione della sua nuova opera, Un dia en la vida d'un home, che vide la stampa nell'autunno dello stesso anno. Rodoreda fece il suo primo ingresso nel mondo letterario grazie all'aiuto dello stesso Puig i Ferreter che le aprì le porte di El Club dels Novel·listes, formato da autori come Armand Obiols, Francesc Trabal o Joan Oliver, membri di lunga data anche di La Colla de Sabadell (il gruppo di Sabadell). In quel periodo, approfondì la lettura dei romanzi di Fëdor Dostoevskij.
Dal 1935 al 1939 pubblicò un totale di sedici racconti per bambini nel giornale La Publicitat, nella sezione "Un momento con i bambini", e altri racconti su giornali come La Revista, La Veu de Catalunya e Mirador.
Nel 1936 fu pubblicato il suo quarto romanzo Crim (Crimine). Successivamente Rodoreda avrebbe rifiutato questo romanzo assieme ai tre precedenti, considerandoli frutto dell'inesperienza.

#### Guerra civile
Quando scoppiò la Guerra civile spagnola, Rodoreda collaborò con l'incarico di revisore del catalano nel Commissariato di propaganda della Generalitat de Catalunya. In questo ambiente conobbe scrittrici contemporanee come Aurora Bertrana e Maria Teresa Vernet, e strinse amicizia con Susina Amat, Julieta Franquesa, Anna Murià e Carme Manrubia.
Nel 1937 Mercè Rodoreda vinse il Premio Joan Crexells per la sua opera non ancora pubblicata Aloma. In questo stesso anno, pose fine al matrimonio separandosi dal marito. Il suo presunto amante, Andreu Nin i Pérez, fu arrestato il 16 giugno davanti alla sede del suo partito ne La Rambla a Barcellona, e giorni più tardi fu torturato e assassinato dagli agenti della polizia sovietica per ordine del Generale Alexander Orlov nella prigione di Alcalá de Henares.
Nel 1938 fu pubblicato dall'Istituto di Lettere Catalane il quinto romanzo di Mercè Rodoreda intitolato Aloma. Questa fu la prima opera che Rodoreda accettò come opera sua, anche se successivamente provvide a revisionarla e ripubblicarla convertendola in un'opera completamente differente nel 1969. Ripudierà invece le sue prime opere narrative perché considerate frutto della sua inesperienza. Lo stesso anno, in rappresentanza del PEN Club di Catalogna, viaggiò con lo scrittore catalano Francesc Trabal, e lesse il messaggio di benvenuto scritto da Carles Riba al congresso internazionale del PEN Club a Praga.

### Esilio (1939-1972)
Sebbene Rodoreda non avesse mai partecipato attivamente alla vita politica, il 23 gennaio 1939 partì per la Francia, lasciando il figlio in custodia alla propria madre, nella speranza che l'esilio sarebbe durato poco. Fu proprio la madre a consigliarla di riparare all'estero, temendo ripercussioni a causa delle attività di collaborazione con le pubblicazioni in catalano e con alcune riviste di sinistra intrattenute da Mercè negli anni precedenti. Partita da Barcellona con altri intellettuali del tempo, Rodoreda raggiunse Girona a bordo di un bibliobus di proprietà del Ministero della Cultura della Generalità di Catalogna. Proseguì il cammino per Max Perxés, nella municipalità di Agullana, e attraversò la frontiera amministrativa a Le Perthus. Entrò nello stato francese il 30 gennaio, e dopo aver pernottato a Le Boulou, si diresse a Perpignano, dove, trascorsi tre giorni, raggiunse in treno Tolosa.
(Mercè Rodoreda nell'intervista A fondo.)

#### Roissy-en-Brie
Arriva a Parigi a fine febbraio e ad inizio aprile si trasferisce a Roissy-en-Brie, una località vicina a est della capitale, stabilendosi nel castello Roissy-en-Brie, una costruzione del XVIII secolo, che offriva rifugio a scrittori. Condivise la casa con Anna Murià, Cesar August Jordana, Armand Obiols, Francesc Trabal e Carles Riba.
A Roissy-en-Brie nacquero diverse relazioni amorose, una di queste fu tra Mercè Rodoreda e Joan Prat i Esteve, meglio conosciuto con lo pseudonimo di Armand Obiols. Il problema nel castello si presentò perché Armand Obiols era sposato con la sorella di Francesc Trabal con la quale aveva un figlio che era rimasto a Barcellona con la madre. Inoltre, la suocera di Armand Obiols aveva viaggiato con Trabal fino a Roissy-en-Brie assieme ad altri membri della famiglia Trabal. Di conseguenza, l'adulterio divise gli esiliati catalani in due fazioni opposte. Secondo Anna Murià, Francesc Trabal si opponeva non solo per sua sorella, ma anche per gelosia, avendo avuto una relazione segreta con Mercè Rodoreda a Barcellona di cui solo loro due e la sua confidente erano a conoscenza. Rodoreda volle scrivere un libro su questa storia, intitolato La novel·la de Roissy, ma non lo terminò mai. L'aria di stabilità che offriva il castello fu scossa dallo scoppio della Seconda guerra mondiale. In quel momento alcuni decisero di fuggire in America Latina ed altri preferirono rimanere in Francia; quest'ultima destinazione fu quella scelta da Rodoreda e Obiols che si trasferirono nella casa Villa Rosset, nella periferia del paese.

#### Fuga dai nazisti

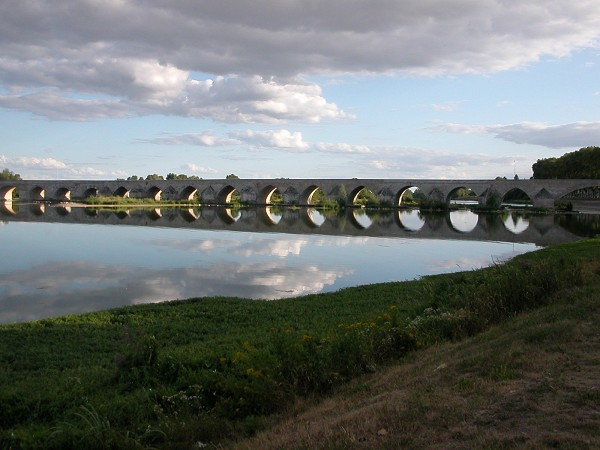
Il ponte di Beaugency.

Mercè Rodoreda, assieme ad altri scrittori rifugiati in Francia, dovette fuggire da Parigi a metà giugno 1940, a causa dell'avanzata dei soldati tedeschi che procedevano in direzione di Orleans per la via di Artenay. Josep Maria Esverd riuscì a trovare un furgoncino per fuggire dalla Francia, ma il giorno dopo venne sequestrato dalle truppe francesi. Dopo un tentativo fallito di prendere il treno, dovettero fuggire a piedi verso sud. L'obiettivo era attraversare il fiume Loira per poter entrare nella zona non occupata, ma poco prima di arrivare a Orleans la videro in fiamme. Tutti i ponti erano stati distrutti in quel tratto di fiume e quindi dovettero deviare dal percorso stabilito.
(Mercè Rodoreda nell'intervista A fondo.)
Per dodici giorni si rifugiarono in una fattoria fino alla firma dell'armistizio del 22 giugno 1940. Dopo aver attraversato il fiume Loira attraverso la località di Meung-sur-Loire, completamente distrutta, viaggiarono ancora più a sud fino a stabilirsi a Limoges.

#### Limoges-Bordeaux
A Limoges Mercè si stabilì in una stanza al numero 12 di via de les Filles de Nôtre Dame. Il 5 giugno 1941 il suo compagno Armand Obiols fu arrestato, e lei rimase sola fino a ottobre dello stesso anno. Durante quel periodo, Armand Obiold fu costretto ai lavori forzati in una cava a Saillat-sur-Vienne, prima di essere destinato a Bordeaux, dove poté godere di migliori condizioni di vita. Quando Obiols venne trasferito, Rodoreda riprese le sue attività di studio, partecipando ad un circolo dedicato alla lettura e all'apprendimento dell'inglese.
Nei mesi successivi, la relazione tra Mercè Rooreda e Armand Obiols fu soprattutto a distanza, e si poterono vedere di persona solo sporadicamente. Fu solo a fine agosto 1943 che Rodoreda si trasferì al numero 43 di via Chauffor a Bordeaux, dove si riunì con il suo amante. A Bordeaux visse momenti molto duri e si dedicò al cucito, parole sue, "fino all'abbrutimento" in un magazzino per la maggior parte del giorno, un lavoro che non le lasciava il tempo di scrivere.
(Mercè Rodoreda, Estratto dalla lettera ad Anna Murià (Bordeaux, 19 dicembre 1945).)

#### Parigi
Il ritorno a Parigi ebbe luogo nel settembre 1946, quando Rodoreda e Armand Obiols si trasferirono nella casa di esilio di Rafael Tasis i Marca, che si trovava al numero 9 di via Coëtlogon. Poco tempo dopo, la coppia si trasferì al numero 21 di via Cherche-midi, molto vicino alla zona residenziale di Saint-Germain-des-Prés, luogo di ritrovo di molti intellettuali del momento. Questa fu casa sua per otto anni e non se ne separò mai completamente fino al 1977.
Agli inizi del 1947 poté lasciare il lavoro di sarta per cominciare a lavorare ancora una volta come collaboratrice nella Revista de Catalunya. In quell'anno, oltre a pubblicare racconti nelle diverse edizioni della rivista, diffuse alcune sue opere anche in Cile e Messico.
Dal 1947 al 1953 Rodoreda non poté coltivare una letteratura molto estesa perché dal 1945 aveva cominciato ad avere problemi di salute, complicati dalla ricomparsa di una paralisi somatica al braccio destro. Per questo motivo intensificò la creazione poetica e trovò in Josep Carner il suo maestro, con il quale mantenne una stretta relazione per corrispondenza. Nel 1952 cominciò una terapia riabilitativa nel centro benessere di Chátel-Guyon. Negli anni che passò a Parigi cominciò anche due romanzi che non terminò.
Ai Giochi Floreali della Lingua Catalana celebrati a Londra nel 1947, vinse il suo primo Fiore Naturale con sei sonetti: Rosa, Amor novell, Adam a Eva, Ocell e altri due sonetti senza titolo. Con il poema Món d'Ulises, Rodoreda ottenne per la seconda volta il riconoscimento Fiore Naturale dei Giochi Floreali del 1948 a Parigi; il poema fu pubblicato in La Nostra Revista nello stesso anno. Albes i nits la portò alla terza vittoria del concorso dei Giochi Floreali e, di conseguenza, fu nominata "Maestro del Gaio Sapere" a Montevideo nel 1949. In quello stesso anno visitò Barcellona per la prima volta dopo il suo esilio.
Nel 1951 si avvicinò alla pittura, interessata soprattutto dalle opere di artisti come Pablo Picasso, Paul Klee e Joan Miró, e produsse delle proprie creazioni. In una lettera ad Armand Obiols del 1954 spiega di possedere già "uno stile e un mondo" nella pittura, tuttavia riconosce che il suo posto è nella scrittura. Armand Obiols invece cominciò a lavorare come traduttore per l'UNESCO e, due anni più tardi, nel 1953, si trasferì definitivamente a Ginevra.

#### Ginevra
Nell'anno 1954, Mercè Rodoreda e Armand Obiols si trasferirono in un appartamento al n. 19 della Rue du Vidollet, in un quartiere borghese della città di Ginevra. In questa città "molto noiosa, adatta per scrivere", si sentì sempre esiliata. Nello stesso anno in cui Obiols si trasferì a Vienna per motivi di lavoro, Rodoreda fece ritorno a Barcellona per assistere al matrimonio del suo unico figlio, Jordi Gurguí i Rodoreda.
(Mercè Rodoreda, Intervista di Baltasar Porcel a Mercè Rodoreda (1972).)
Nel 1956 vinse il Premio per il Saggio Joan Maragall con Tres sonets i una cançó, pubblicato nel supplemento letterario della Gazzetta delle Lettere di La Nova Revista. Fu premiata anche con il Premio Joan Santamaria per il suo racconto Carnaval, che le fu consegnato nello stesso anno a Barcellona.
Nel 1958 viene pubblicato il libro Vint-i-dos contes, una raccolta di ventidue racconti edita in Italia col titolo Colpo di Luna; la raccolta vinse l'anno precedente il prestigioso il premio letterario Víctor Català. Colpo di luna è un mosaico di racconti di amori improvvisi e sfioriti, storie di vita quotidiana, pervase da un profondo realismo, eclatanti per la loro drammatica e ordinaria semplicità. Alcuni di questi racconti erano già stati pubblicati in Messico durante l'esilio in Francia, mentre altri erano inediti. L'autrice confessò che questo libro proveniva da un crisi stilistica che comportò un differente livello letterario tra i vari racconti, sebbene fossero connessi da una unità tematica.
In alcuni appunti inediti che parlano di Ginevra, Rodoreda rivela che in quel periodo frequentò scrittori come Eugeni Xammar, Julio Cortázar e sua moglie, e Jorge Semprún.
Durante la sua lunga permanenza a Ginevra creò un primo giardino che più avanti avrebbe ripetuto a Romanyá de la Selva. La grande quantità di fiori che la circondavano le servì d'ispirazione per cominciare a ritrarre i fiori che sarebbero finiti per formare Flors de debò all'interno di Viatges i Flors, assieme ai viaggi che avrebbe scritto a Romanyá; questo libro non venne pubblicato fino al 1980.
La perla del Llac fu il titolo di un potenziale romanzo dell'autrice che rimase incompleto, e si trova nell'archivio del Institut d'Estudis Catalans. Il titolo corrisponde al nome di un ristorante sulla sponda del Lago Lemano, in un angolo di Ginevra che Mercè Rodoreda frequentava, vicino all'edificio delle Nazioni Unite, dove l'autrice mangiava abitualmente; dalle sale da pranzo dei piani superiori, poteva godere di una gran visuale. Nel Prologo di Mirall trencat (Lo specchio rotto), gli occhi della protagonista Teresa Goday de Valldaura erano gli stessi della dama del Lemano.
Nel 1958 presentò Una mica d'història al Premio Joanot Martorell ma non vinse perché premio fu attribuito a Ricard Salvat con Animals destructors de lleis; il romanzo venne tuttavia pubblicato nel 1967 con il titolo di Jardí vora el mar. Scrisse anche il racconto Rom Negrita per il volume Los 7 pecats capitals vistos per 21 contistas che in seguito avrebbe fatto parte del volume Semblava de seda. Dal 1958, e senza rompere con Rodoreda, Armand Obiols manterrà una relazione sentimentale con una donna a Ginevra fino alla sua morte.
Nel 1959 Mercé comincia a scrivere il romanzo probabilmente più conosciuto della sua carriera, intitolato Colometa, ma pubblicato nel 1962 con il nome La plaça del Diamant (La piazza del Diamante) dal Club dels Novel·listes. Nel 1960 lo aveva presentato al Premi Sant Jordi de novel·la, anteriormente conosciuto come Premi Joanot Martorell, senza però vincere. Joan Fuster lo inviò ugualmente a El Club dels Novel·listes, che in quel momento era diretto da Joan Sales. Sales rimase colpito dal romanzo e contattò Mercè Rodoreda, la quale, a partire da quel momento, trovò nel Club lo spazio in cui pubblicare la sua opera letteraria. Quando uscì nel 1962, il romanzo non era esattamente quello che aveva presentato al Premi Sant Jordi, ma era stato rivisto, ampliato e corretto su indicazione di Sales, di Obiols e dell'autrice stessa.
La plaça del Diamant (La piazza del Diamante) è considerata come la principale opera in lingua catalana della letteratura europea del dopoguerra. Ambientata nel quartiere barcellonese di Gràcia, narra la storia di Colometa, una donna come molte altre alla quale la guerra distruggerà la vita e le illusioni. La plaça del Diamant è sia un romanzo storico che psicologico e di costume.
(Mercè Rodoreda, Prologo di La Piazza del Diamante (26ª edizione))
Nel 1965 Rodoreda mosse i primi passi verso la pubblicazione delle sue Opere Complete a seguito di una richiesta di Joaquim Molas. Esse vedranno la luce solo nel 1977. L'opera completa non includeva alcuna delle sue prime quattro opere (Sóc una dona honrada?, Del que hom no pot fugir, Un dia de la vida d'un home i Crim) perché Mercè le considerava frutto della sua inesperienza. Accettò di riscrivere Aloma per adeguarla al livello delle altre sue opere attuali; il libro sarà riedito nel 1969.
Nel 1966 venne pubblicata La via delle camelie (El carrer de les Camèlies), che ricevette il Premio Sant Jordi senza che l'autrice avesse presentato la propria candidatura. Con questo stesso romanzo ricevette anche il Premio della Critica Serra d'Or nel 1967 e il Premio Ramon Llull per il romanzo nel 1969.
A partire dal 1970 le sue opere cominciarono ad essere tradotte in altre lingue. Il suo primo romanzo tradotto fu La piazza del Diamante, pubblicato in spagnolo nel 1965. Nel 1971, la morte del suo compagno di lunga data Armand Obiols, nell'Ospedale dell'Università di Vienna, accentuò il suo sentimento di esilio. Questo fatto, e la scoperta di un'altra amante di Obiols, la fece sentire ancor di più sola e distrutta nelle terre svizzere. In quei giorni scrisse un piccolo ma impressionante resoconto sui giorni difficili che passò in ospedale; il documento è conservato nell'archivio del IEC.

### Romanyà de la Selva (1972-1983)

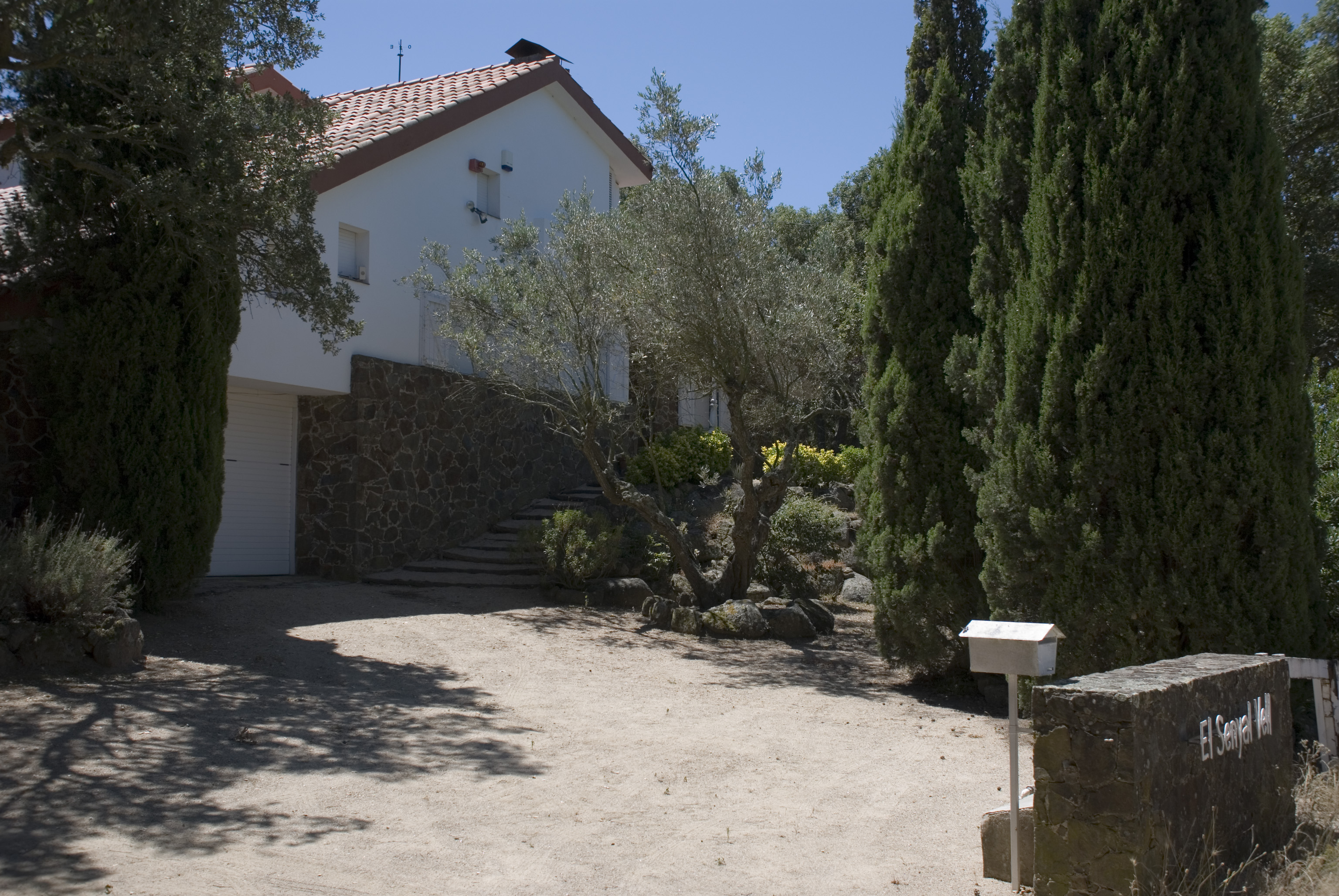
El senyal vell, chalet di Romanyá de la Selva dove Rodoreda visse dal 1972 al 1980 e scrisse le sue ultime opere.

Nel 1972, a seguito della morte del suo amante a Vienna, e del ritrovamento di alcune amiche del tempo della guerra civile spagnola, Mercé tornò in Catalogna e si stabilì nello chalet di Carme Manrubia a Romanyà de la Selva. El senyal di Romanyà de la Selva - oggi chiamato El Senyal Vell - era uno chalet di proprietà dell'amica Carme Manrubia. La sua amicizia con Carme Manrubia risale a quando le due lavoravano per il Commissariato di propaganda del Governo della Catalogna durante la guerra civile spagnola. In questa casa vivrà per sei anni, finché non si costruìrà una casa propria nel 1979 a Romanyá. Il nome scelto dalle due amiche per la casa, El Senyal, fa riferimento al marchio di Caino nell'opera Demian di Hermann Hesse.
Nella casa di Manrubia completò il suo romanzo più ambizioso, Mirall trencat (Lo specchio rotto) che aveva iniziato anni prima a Ginevra. Quest'opera, pubblicata nel 1974, viene considerata quella in cui Rodoreda giunge alla perfezione stilistica. Sempre in quella residenza scrisse Viatges a uns quants pobles all'interno di Viatges i flors (Viaggi e fiori, 1980) e il romanzo Quanta, quanta guerra... che, pubblicati nel 1980, le fecero vincere il Premi Ciutat de Barcelona. In questo stesso anno fece il discorso di apertura della Festa della Mercè a Barcellona, vinse il Premio per la sua produzione letteraria in lingua catalana (Premio d'onore della Letteratura Catalana) giungendo alla sua definitiva affermazione come scrittrice. Nel 1978 venne pubblicato Semblava de seda i altres contes, una raccolta di racconti scritti durante tutta la sua vita.
Il progetto di convivenza di Mercè Rodoreda e Manrubia fallisce. Nel 1977 Mercé compra un terreno nel quale fa costruire una casa a fianco di quella di Manrubia, che verrà terminata nel 1979. Secondo Anna Maria Saludes i Amat, questo abbandono della casa di Manrubia sarebbe stato causato dalla difficile convivenza tra le due amiche, e dalla necessità di Rodoreda di condurre una vita in solitudine tipica del suo carattere.
Nel 1979 Mercé scrive la commedia teatrale El Maniquí andata in scena nello stesso anno al Festival Internazionale del Teatro di Sitges con la compagnia Bruixes de Dol sotto la direzione di Aracel·le Bruch.
In quegli ultimi anni della sua vita, Rodoreda poté vedere varie volte i suoi romanzi passare al piccolo e al grande schermo. Il primo fu Aloma che comparve in televisione nel 1978. Più tardi, fu la volta del cinema con La piazza del Diamante nel 1982, con Silvia Munt nel ruolo della protagonista Colometa, sotto la direzione di Francesc Betriu.
Nel 1982 scrisse alcuni articoli biografici pubblicati nella rivista Serra d'Or, intitolati Fitxers d'infantesa. La scrittrice fece parte dell'Associazione degli Scrittori in Lingua Catalana e ne fu membro e socio onorario dopo il suo ritorno in Catalogna.

#### Morte

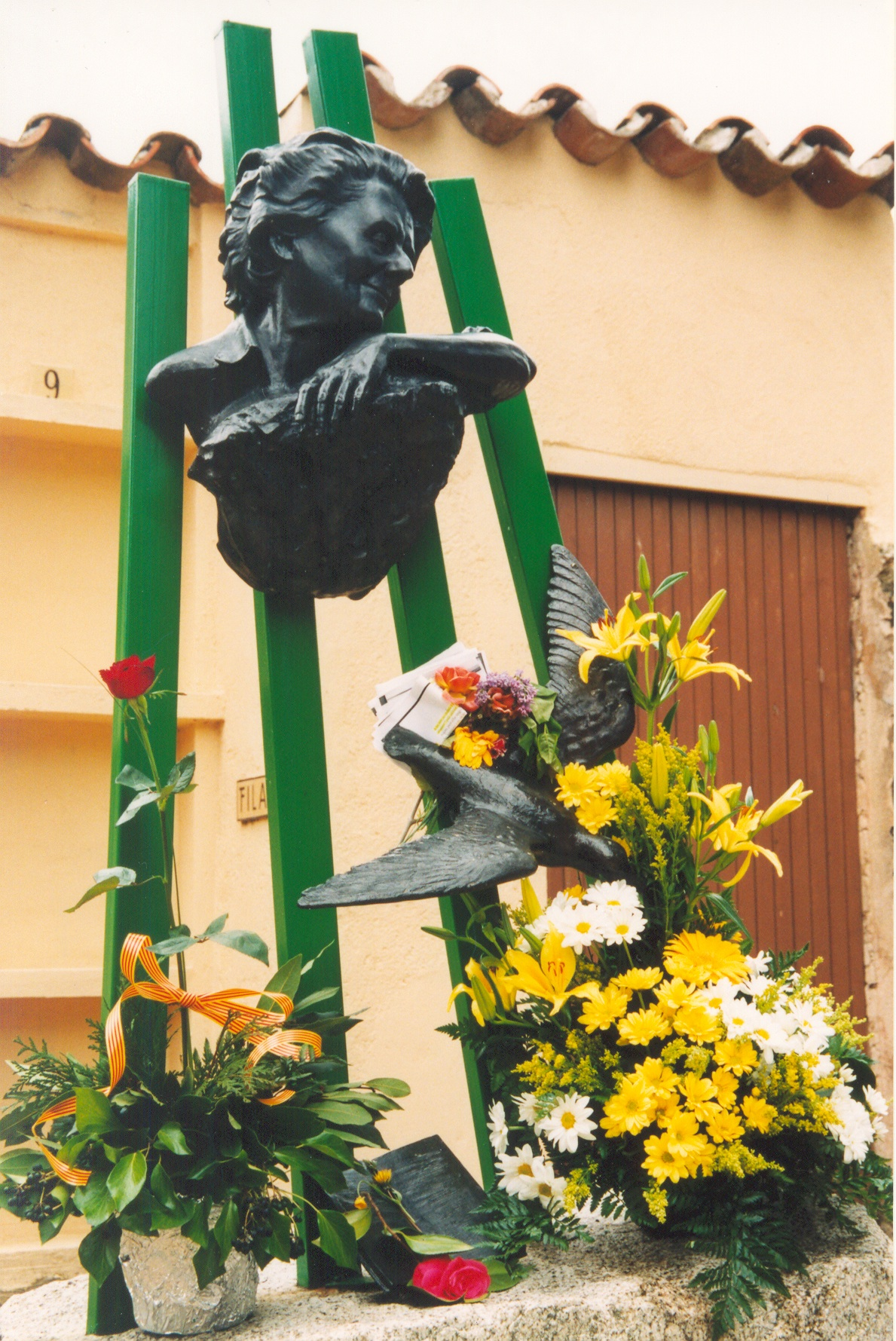
Tomba di Mercè Rodoreda nel cimitero di Romanyá.

Nel pomeriggio del 13 aprile 1983, Mercè Rodoreda muore in una clinica della città di Gerona a causa di un cancro al fegato in stadio avanzato. Durante i suoi ultimi giorni di ricovero all'ospedale di Girona, Mercè Rodoreda si riconciliò con i membri della sua famiglia, avvisati da Joan Sales. Come spiega un'amica intima di Rodoreda, Isabel Parés, quando diagnosticarono il cancro a Rodoreda, l'autrice entrò in stato di depressione e smise di lottare per poter sopravvivere.
non ebbi più la morte dentro
morii.»
(Mercè Rodoreda, La morte e la primavera.)
La camera ardente venne installata nel Palau Solterra del Dipartimento di Cultura del Governo di Catalogna e, per propria volontà, Mercé Rodoreda venne sepolta nel cimitero di Romanyá de la Selva; alla funzione assistettero molte persone tra le quali molti compagni di professione ed altre personalità del momento. La sua eredità intellettuale fu donata all'Institut d'Estudis Catalans che, anni dopo, creò la Fondazione Mercè Rodoreda. e nel 1998, in suo onore, è stato istituito il premio letterario Mercè Rodoreda.
(Mercè Rdoreda, Prologo di La piazza del Diamante)

## Narrativa

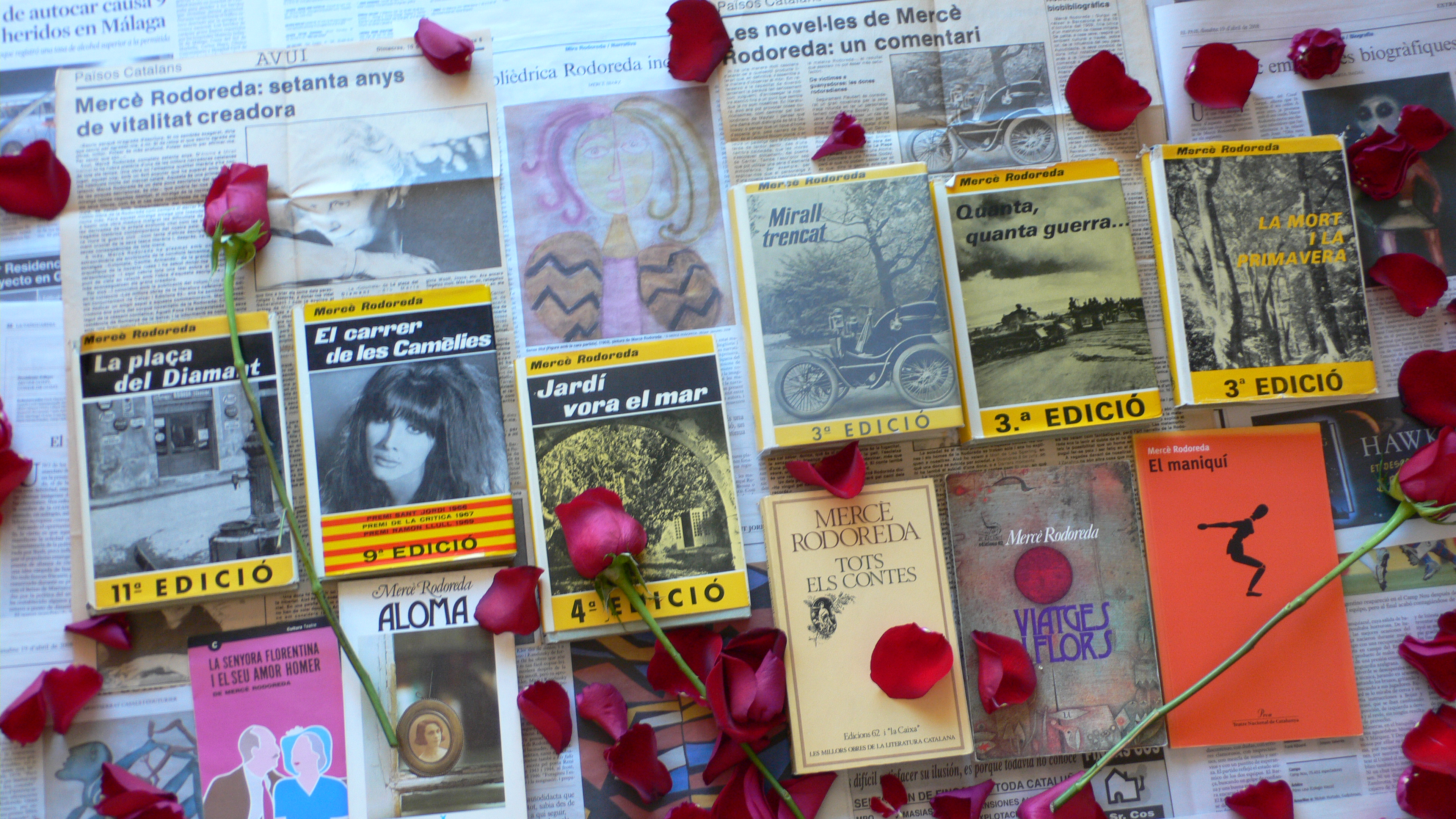
Raccolta del principale corpus narrativo dell'autrice, assieme a ritagli di giornale sull'autrice.

La narrativa è stata il principale campo letterario dell'autrice, e quello per cui è maggiormente conosciuta. Nel classificare il corpus narrativo di Rodoreda sono stati utilizzati diversi criteri, suddivisi principalmente sulla base delle diverse fasi della vita dell'autrice, o secondo il contenuto (psicologico-realista o mitico-simbolico), o secondo i personaggi principali (adolescenza, gioventù, maturità, vecchiaia-morte). La suddivisione più diffusa è quella in tre tappe cronologiche a cui viene aggiunto, separatamente, un quarto gruppo nel quale si inseriscono le due narrazioni postume, Isabel e Maria e La morte e la primavera. Le tre tappe sono: le opere scritte prima della guerra (1932-1938), in cui si trovano le prime quattro opere di Rodoreda e la prima versione di Aloma; le opere tra l'esilio e il suo rientro (1958-1974), che comprendono la maggior produzione narrativa che va dalla pubblicazione di Colpo di Luna e altri racconti fino a Lo specchio rotto; e le opere composte dopo il suo ritorno, in cui vengono collocati Semblava de seda i altres contes, Viaggi e fiori e Quanta, quanta guerra...
(Mercè rodoreda, Prologo di Lo specchio rotto.)

### Influenze
L'opera di Rodoreda è il frutto dello sviluppo personale e letterario dell'autrice. Si riscontrano influenze soprattutto da Marcel Proust, Joan Sales, Armand Obiols, Virginia Woolf, Thomas Mann, Victor Català, Josep Carner e del Liceu Dalmau. Sebbene si possano incontrare tracce dei diversi autori lungo tutta la sua produzione letteraria, è nelle sue prime opere, quando era alla ricerca di uno stile proprio, che questa influenza è più evidente. Ad esempio, in Del que hom no pot fugir la protagonista è ispirata al personaggio "Jacobé" dell'opera Jacobé i altres narracions dell'autore Joaquim Ruyra.

L'influenza che esercitarono tanto Armand Obiols quanto Joan Sales è presente sia nelle opere sia nella "corrispondenza del mestiere" che mantenevano tra loro. Armand Obiols, compagno sentimentale per molti anni, assunse il ruolo di consigliere e lettore critico nella revisione dei suoi romanzi tra il 1939 e il 1971, e la influenzò nell'organizzazione e struttura di alcuni dei testi più conosciuti dell'autrice. Obiols la teneva aggiornata sulle novità bibliografiche del tempo e sulle sue stesse fonti di ispirazione, come André Gide e Jean-Paul Sartre, che la influenzarono a sua volta. Nelle prime opere, l'influenza del Gruppo di Sabadell, di cui Obiols era parte, è avvertibile nell'avvicinamento allo spazio urbano e alla critica sociale: Un día en la vida d'un home è un buon esempio di questo nuovo modo di fare letteratura. Il valore di universalità di La Piazza del Diamante, e quelli di struttura e coerenza quando si crearono le complesse relazioni tra i personaggi di Lo specchio rotto, furono rinforzati dai consigli di Armand Obiols. Sebbene in minor misura, è importante anche l'impronta lasciata da Joan Sales, che fu l'editore principale dei suoi lavori da La Piazza del Diamante e da quel momento assunse il ruolo di consulente letterario. Joan Sales, per mezzo di consulenze sugli aspetti linguistici e stilistici, influenzò e aiutò l'evoluzione e il miglioramento di stile di Rodoreda. Tuttavia, l'evoluzione finale delle sue opere fu marcata dalla decisione dell'autrice, come sottolinea Anna Maria Saludes, di non accettare tutti i consigli e raccomandazioni di questi due scrittori. 

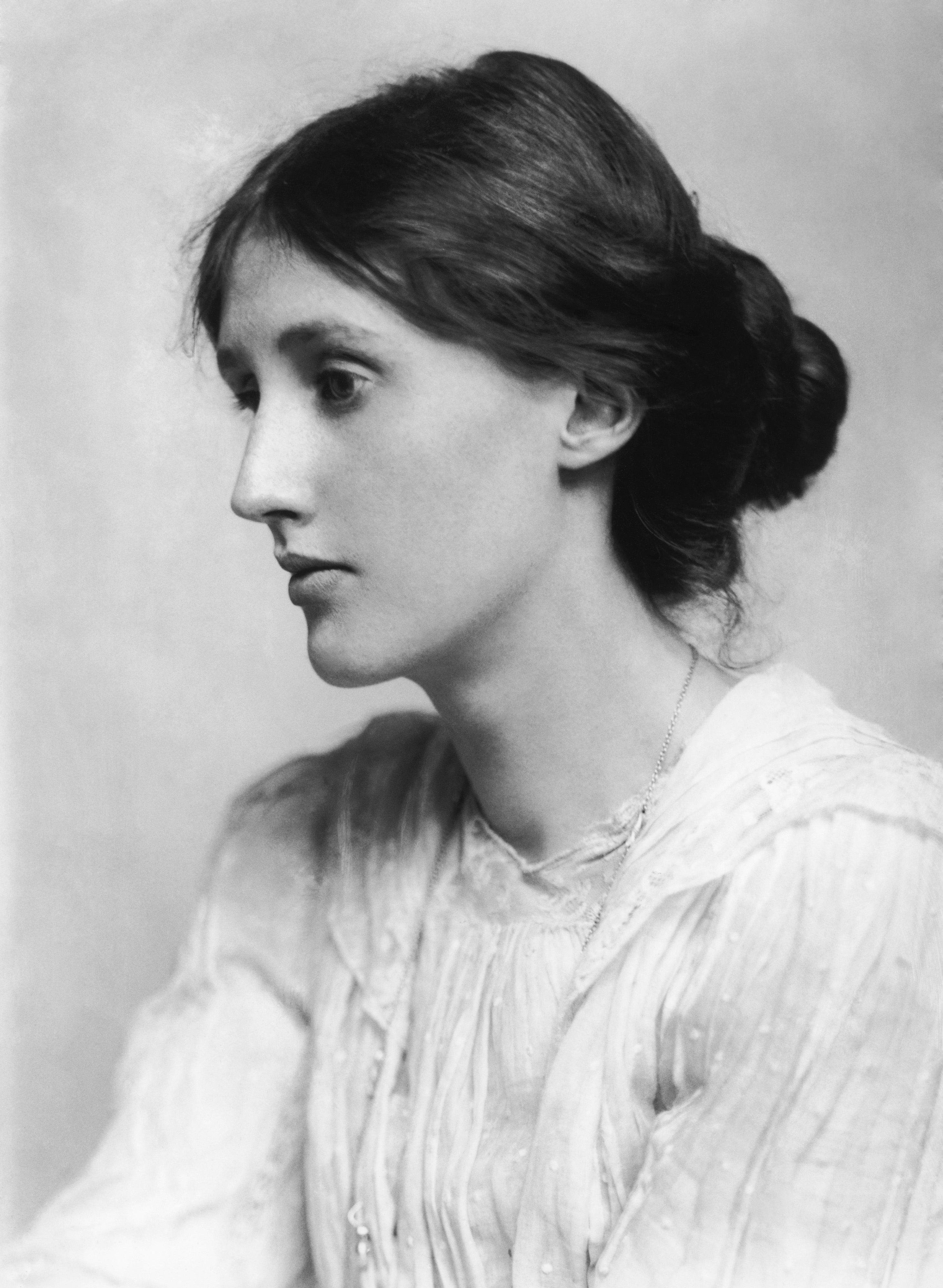
Virginia Woolf

L'influenza degli scrittori europei, specialmente di Virginia Woolf, Marcel Proust e Thomas Mann, è presente in tutto il corpus narrativo dell'autrice, ad eccezione delle opere mitico-simboliche dell'ultima tappa della sua vita. Alcune delle caratteristiche che si ripetono nell'opera di Rodoreda sono la centralità della figura della donna, spesso scelta come personaggio protagonista, così come lo stile narrativo poetico e caricato di realismo e simbolismo. L'opera della Rodoreda è stata comparata, per il suo stile e per la sua capacità descrittiva, a quella di Virginia Woolf, scrittrice - quest'ultima - che la catalana ammirava. Uno di questi parallelismi riguarda la passività delle protagoniste femminili dei suoi romanzi che sono spesso donne fragili, ma in grado al contempo di dimostrare una grande forza interiore: un esempio sono Natalia, la «Colometa» di La piazza del Diamante, Cecilia, protagonista di Via delle camelies o Teresa Goday di Lo specchio rotto che si trovano davanti all'impossibilità di cambiare gli avvenimenti marcati dall'avanzamento inesorabile del tempo. Rodoreda riesce a descrivere la società catalana del ventesimo secolo e i cambiamenti a cui stava andando incontro, come nessun altro scrittore aveva fatto fino a quel momento. L'influenza di Marcel Proust è presente nella struttura delle opere di Rodoreda: il tempo avanza impassibile, e il passato lo raccoglie tutto, il ricordo di un tempo anteriore, convertito in angustia, si trasforma in un simbolo negativo per i protagonisti a causa dell'impossibilità di recuperare il "tempo perduto". Da questo autore Rodoreda prenderà l'uso del ricordo come realizzazione di un tempo anteriore. Le sue opere sono ambientate nei luoghi in cui ha vissuto, dal quartiere barcellonese di Gràcia a Romanyá de la Selva, passando per Ginevra. Un altro aspetto caratteristico che condividono è la necessità del ricordo e del segreto nello sviluppo della narrazione. Nel romanzo psicologico di entrambi gli autori compare la speranza per il futuro, in cui il desiderio del futuro rappresenta il superamento del presente e del passato agonizzante. Rodoreda cercherà di sfuggire all'evoluzione naturale delle cose attraverso la creazione di universi fittizi con un tempo ed uno spazio diversi dove è possibile controllare il passare del tempo. L'impronta più visibile di Thomas Mann nelle narrazioni di Rodoreda è l'universalizzazione descrittiva attraverso l'inesattezza cronologica che facilita così la fluidità e la naturalezza.
Caterina Albert, meglio conosciuta con il nome di Víctor Català, è molto presente soprattutto nelle prime opere creative di Mercè Rodoreda - pubblicazioni dal 1932 al 1938 - influenzata in particolar modo dal romanzo Solitud. Ciò nonostante, si possono trovare alcuni parallelismi nelle opere successive agli anni trenta, ad esempio il racconto Carnaval di Rodoreda ricorda l'opera Carnaval di Víctor Catalá, o alcuni elementi di La Mort i la primavera ricordano l'opera Solitud. Rodoreda aveva letto alcune delle opere di Caterina Albert dalle quali estrasse alcune tecniche espressive come la fallacia patetica e diverse immagini simboliche come alcuni elementi della natura. Nel comparare alcune opere delle due scrittrici si trovano parallelismi nella costruzione delle trame, nella costituzione dei personaggi e perfino nel tema.
(Delfí Dalmau, Polèmica.)

### Simbolismo
Il simbolismo è uno strumento letterario molto comune nelle opere di Mercè Rodoreda, in particolare nella sua opera narrativa. Ne farà uso per esprimere i costanti pensieri interiori dei suoi personaggi. Rodoreda riesce a trasformare il lettore in un confidente involontario che vive l'angustia e l'agonia dei personaggi semplicemente attraverso la parola, i simboli e le immagini. I referenti della realtà che utilizzò nei suoi simboli provengono dalla sua immaginazione, a cominciare dalle conoscenze culturali acquisite durante la sua vita, e in alcuni casi dall'immaginario catalano, come il caso delle "donne dell'acqua". Senza abbandonare questi referenti, crea un linguaggio simbolico che può venire interpretato dal lettore senza troppe difficoltà, e presenta un alto grado di fabulazione in molte delle sue opere, in particolare nelle sue ultime opere come Viatges i flors. Secondo Pere Gimferrer in Dietari 1979-80, frutto della ricerca di una perfezione sia formale che linguistica, Rodoreda pose un'attenzione meticolosa nell'usare immagini e simboli concettuali.
(Carme Arnau, Mercè Rodoreda.)

### La donna
L'opera letteraria di Mercè Rodoreda si caratterizza per l'uso di personaggi principali femminili nei suoi romanzi, ad eccezione di Un dia de la vida d'un home (Un giorno nella vita di un uomo) e Quanta, quanta guerra.... Questo fatto indusse erroneamente ad associare Rodoreda con il movimento femminista, sebbene Rodoreda lo abbia smentito in varie interviste.
(Mercè Rodoreda, Intervista in La Vanguardia.)
Lungo la sua opera presentò un grande ventaglio di donne appartenenti a diversi strati sociali, età o livelli culturali, a cui in alcuni casi darà voce propria attraverso l'autodiegesi, l'omodiegesi e il monologo interiore, tipico dell'autrice. La solitudine e l'incomunicabilità, tipiche delle donne di Rodoreda, favoriscono l'introspezione e la creazione di un mondo interiore.
I personaggi femminili protagonisti, oltre ad essere condizionati dalla problematica della maternità, sono anche sottomessi alla problematica dell'uomo che, in molti casi, provoca il desiderio di trovare uno spazio proprio. Ad esempio, il personaggio maschile di «Quimet» in La piazza del Diamante impedisce la realizzazione personale di «Natalia». Quest'ultima si ritrova sottoposta al dominio maschile del marito che arriva perfino ad annullare la sua identità imponendole un altro nome («La Colometa»).
Gran parte delle donne di Rodoreda, per eredità di Virginia Woolf, presentano la propria casa come il rifugio che permette loro di isolarsi dalla realtà esterna, e arrivano ad un punto tale che uscire all'esterno del proprio ambito familiare produce loro malessere e si sentono abbandonate. Tanto la casa, quanto il giardino in alcuni casi, come nell'opera Aloma, si convertono in un simbolo ossessivo che rappresenta la madre che le protegge eccessivamente dal mondo esterno.

### Gli angeli
Come spiegò Rodoreda nel prologo di Lo specchio rotto, curiosamente gli angeli appaiono in buona parte delle sue opere in maniera involontaria. Ci ricorda che suo nonno le spiegò che lei aveva un angelo custode del quale alla fine si innamorò. Da quanto racconta, è possibile che ciò che la induceva a far apparire angeli nelle sue opere fosse il prodotto di questo ricordo. Non se ne rese conto finché non scrisse El carrer de les Camèlies con «Cecilia C». Tuttavia, da questo momento in poi, tutte le presenze di angeli nelle sue opere posteriori appaiono per volontà dell'autrice. La piazza del Diamante, Lo specchio rotto o Sembrava di seta sono esempi di opere in cui possiamo incontrare la presenza di queste entità divine.
(Mercè Rodoreda, Capitolo XXXV, La piazza del Diamante)

## Pubblicazioni postume
Il riconoscimento letterario della figura di Mercè Rodoreda arrivò poco prima della sua morte con l'ottenimento del Premio d'Onore delle Lettere Catalane nel 1980. Tuttavia, fu riconosciuta e valorizzata ancora di più dopo la sua morte. Rodoreda era una persona molto riservata e si è scoperto che, in ambito artistico, era molto più poliedrica di quanto non abbia lasciato intendere. Sono state pubblicate postume due opere dell'autrice: la prima nel 1986, La mort i la primavera, pubblicata dal Club Editor a Barcellona, e la seconda nel 1991, Isabel i Maria, pubblicata da Edicions Tres i Quatre a Valencia.
Nel 2002, anch'essa postuma, fu pubblicata una raccolta di tutta la produzione poetica rodorediana con il titolo Agonia de Llum, estratto dal titolo del poema XXXVIII del libro di poesia donato da Abrham Mohino e pubblicato da Angle Editorial. Comprende centocinque poemi divisi in cinque parti, tanto inediti quanto già pubblicati in riviste anteriormente.
Tutto il corpus teatrale di Rodoreda, eccetto El parc de les magnòlies fu pubblicato postumo; un esempio di ciò fu la pubblicazione nel 1993 della sua opera teatrale El torrent de les flors, che era anche il nome della via del teatro in cui Rodoreda si esibì come attrice a soli cinque anni.

## Premi
| Anno | Premio                                                       | Opera premiata                                                        | Rif.   |
| ---- | ------------------------------------------------------------ | --------------------------------------------------------------------- | ------ |
| 1934 | Premio del Casino Indipendente dei Giochi Floreali di Lleida | La sireneta i el delfí                                                | [ 17 ] |
| 1937 | Premio Joan Crexell per la narrativa                         | Aloma                                                                 | [ 77 ] |
| 1947 | Giochi Floreali della Lingua Catalana                        | Rosa, Amor novell, Adam a Eva, Ocell e altri due sonetti senza titolo | [ 77 ] |
| 1948 | Giochi Floreali della Lingua Catalana                        | Món d'Ulisses                                                         | [ 77 ] |
| 1949 | Giochi Floreali della Lingua Catalana                        | Albes i nits (nominata Mestre en Gai Saber - Maestra del Gaio Sapere) | [ 77 ] |
| 1956 | Premio per il Saggio Joan Maragall                           | Tres sonets i una cançó                                               | [ 36 ] |
| 1956 | Premio Joan Santamaria                                       | Carnaval                                                              | [ 77 ] |
| 1957 | Premio Víctor Català                                         | Vint-i-dos contes                                                     | [ 77 ] |
| 1966 | Premio San Jordi                                             | El carrer de les Camèlies                                             | [ 77 ] |
| 1967 | Premio della Critica Serra d'Or per il romanzo               | El carrer de les Camèlies                                             | [ 42 ] |
| 1968 | Premio della Critica Serra d'Or per il racconto              | La meva Cristina i altres contes                                      | [ 78 ] |
| 1969 | Premio Ramon Llull per il romanzo                            | El carrer de les Camèlies                                             | [ 77 ] |
| 1976 | Premio Lletra d'Or                                           | Mirall trencat                                                        | [ 77 ] |
| 1980 | Premio d'Onore delle Lettere Catalane                        | Trajectòria literària                                                 | [ 77 ] |
| 1980 | Premio Città di Barcellona per la Letteratura Catalana       | Viatges i flors                                                       | [ 77 ] |
| 1981 | Premio della Critica Serra d'Or per la prosa                 | Viatges i flors                                                       | [ 79 ] |
| 1981 | Premio della Critica per la narrativa catalana               | Viatges i flors                                                       | [ 80 ] |
| 1982 | Premio della Critica Serra d'Or per il romanzo               | Quanta, quanta guerra...                                              | [ 81 ] |
| 1987 | Premio della Critica Serra d'Or per il romanzo               | La mort i la primavera                                                | [ 82 ] |

## Opera letteraria

### Narrativa
| Anno | Titolo                                                               | Contenuto |
| ---- | -------------------------------------------------------------------- | --- |
| 1932 | Sóc una dona honrada?                                                | Romanzo psicologico su di un potenziale adulterio che non verrà consumanto, tra Teresa, una donna matura sposata con un notaio, e un giovane che arriva in paese pe lavorare per il marito della donna. I sentimenti dei due protagonisti vengono descritti da entrambe le prospettive lungo i trentasette capitoli, anche se principalmente dal punto di vista di Teresa. Il giovane agisce da seduttore implacabile che si innamora come un adolescente, e la donna si confronterà con la debolezza umana e, nonostante il desiderio, supererà le tentazioni di infedeltà per rispetto all'unione coniugale. |
| 1932 | Del que hom no pot fugir                                             | Biografia di una giovane che intrattiene una relazione segreta con un uomo maturo, che ne è anche il tutore legale da quando rimase orfana. Lei fugge per non compromettere la vita felice degli sposi. La rinuncia all'adulterio viene presentata come un atto contro natura che la porterà alla propria distruzione. Il romanzo descrive i tentativi frustrati di repressione dei sentimenti e desideri "dai quali non si può scappare". |
| 1934 | Un dia de la vida d'un home                                          | Il protagonista di questo romanzo è Ramón Rampell, un uomo gentile, timido e influenzabile, vittima della moglie che da sempre lo tiene sotto pressione. Quando l'uomo è vecchio e stanco della routine, decide di seguire gli impulsi amorosi verso la moglie di un amico. Dopo varie riflessioni e incontri sporadici tra i due, si decidono a consumare l'amore. Questa potenziale relazione adultera non verrà mai consumata per le insicurezze che nascono nei due all'ultimo momento, e che fanno sì che lei si penta, faccia marcia indietro e lasci Ramón solo nella stanza della casa per appuntamenti. Distrutto dal dolore, torna a casa a piedi e, senza che nessuno si renda conto di ciò che sta succedendo, Ramon va a dormire. |
| 1936 | Crim                                                                 | Romanzo poliziesco che racconta il misterioso caso di una scarpa abbandonata e pugnalata durante una cena a casa dello scrittore Marià Frena. L'investigazione viene condotta in un primo momento dal padrone di casa che, assieme al resto degli invitati, vivrà una serie di eventi a mano a mano che la ricerca e la notte avanzano, con un'ottica ironica e sarcastica. |
| 1938 | Aloma (Aloma. Trad. it. 1987)                                        | Romanzo che racconta la storia d'amore tra una adolescente solitaria e idealista, Aloma, e il fratello di sua cognata, Robert. Questa relazione comporta un malessere familiare e anche il fallimento della relazione stessa. Scritto con narratore onnisciente e monologo interiore, il romanzo trasporta il lettore nel complicato mondo di Aloma, che sarà obbligata ad affrontare il suo futuro e quello del figlio che porta in grembo. |
| 1958 | Vint-i-dos contes (Colpo di luna: Ventidue racconti. Trad. it. 1993) | Selezione di diversi racconti. |
| 1962 | La plaça del Diamant (La piazza del Diamante. Trad. it. 1990)        | Racconto della vita di una ragazza che affronta un processo di perdita dell'identità. Il romanzo si sviluppa dalla Seconda Repubblica Spagnola fino agli inizi del dopoguerra. La protagonista è Natalia, una giovane orfana di madre, che conosce Quimet nel tendone della Piazza del Diamante durante la Grande Festa di Gracia, e con il quale si sposerà l'anno seguente. In quel momento inizia un processo di perdita di identità e completa sottomissione al potere di Quimet. Smette di essere Natalia per diventare "Colometa". |
| 1966 | El carrer de les Camèlies (Via delle Camelie. Trad. it. 1991)        | Racconta l'infanzia e la maturità di una bambina abbandonata in via delle Camelie, chiamata Cecilia C., che viene cresciuta dalla coppia di genitori che la trovarono, finché scappa per andare a cercare i suoi genitori biologici che non conosce. Si muoverà tra gli ambienti marginali della prostituzione e della miseria, e sperimenterà diverse relazioni amorose e sessuali riducendo la sua vita ad un vagabondare senza meta per le strade della città, finché un giorno realizza il sogno di andare a El Liceu come una principessa. Sente però che non era quello il suo mondo, e, delusa, ritorna a casa, in quella via delle Camelie che l'aveva vista crescere.                                                                 |
| 1967 | Jardí vora el mar (Il giardino sul mare. Trad. it. 1990)             | Racconta la vita di un giardiniere che ha lavorato per sei estati della sua vita per diversi padroni che vivono nella stessa torre vicino al mare. Dal punto di vista del sensibile giardiniere, si raccontano le storie dei signori, suoi amici e vicini, piene di sentimento. Tutto ciò, con un protagonista occulto che è il giardino sul mare che proteggerà tutto un insieme di fiori e simboli. |
| 1967 | La meva Cristina i altres contes                                     | Selezione di diversi racconti. |
| 1974 | Mirall trencat (Lo specchio rotto. Trad. it. 1992)                   | Racconto della tragica vita di tre generazioni della ricca famiglia Valldaura-Farriols agli inizi del ventesimo secolo. Il romanzo principalmente ruota attorno alla matriarca della famiglia, Teresa Goday, e in seguito anche a Maria, che appartiene alla generazione più giovane della famiglia. Tratta il tema della morte in modo simbolico, descrivendo l'ascesa e il declino dei membri della famiglia. La storia viene presentata in modo frammentato e con voci multiple, come uno specchio frantumato in cui ogni pezzo di vetro è un momento della vita dei personaggi. |
| 1978 | Semblava de seda i altres contes                                     | Selezione di diversi racconti. |
| 1979 | Tots els contes                                                      | Selezione di diversi racconti. |
| 1980 | Viatges i flors (Viaggi e fiori. Trad. it. 1995)                     | Selezione di diversi racconti. |
| 1980 | Quanta, quanta guerra... (Quanta quanta guerra... Trad. it. 1994)    | Adrià Guinart è un giovane che, stanco della sua inesperienza della vita, decide di andare a vedere il mondo e vivere avventure con gente sconosciuta, frutto del suo desiderio di libertà. Scappa con un amico e altri compagni al fronte quando si richiedono volontari per la lotta, ma tornerà a fuggire senza meta, questa volta dal fronte, quando gli verrà proposto. |
| 1986 | La mort i la primavera (La morte e la primavera. Trad. it. 2004)     | Opera postuma pubblicata nel 1989 |
| 1991 | Isabel i Maria (Isabel e Maria. Trad. it. 1994)                      | Opera postuma pubblicata nel 2001 |

### Teatro
| Anno                       | Titolo                                                                                 | Contenuto |
| -------------------------- | -------------------------------------------------------------------------------------- | --- |
| 1953 (scritto)             | La Senyora Florentina i el seu amor Homer (La signora Florentina e il suo amore Homer) | L'opera si svolge nella casa della signora Florentina nel quartiere barcellonese Sant Gervasi. La donna ha una relazione amorosa da vent'anni con Homer, un uomo sposato. La sua vita è organizzata intorno alle lezioni di musica che dà e ai suoi incontri con le vicine. Quando muore la moglie di Homer, Florentina spera di giungere ad una relazione stabile con lui, ma rimane delusa. Tutto ciò elogia la visione della vita di una donna sola, e tra donne solitarie, come un modo di ottenere tranquillità e felicità. |
| 1959 (scritto)             | Un dia (Un giorno)                                                                     | Alcuni trasportatori si incontrano durante lo svuotamento di una casa abbandonata, destinata alla demolizione il giorno seguente. A cominciare dagli oggetti che trovano, ritornano ricordi e immagini legati agli antichi abitanti. Si presenta la storia di tre generazioni di una famiglia, senza un ordine cronologico. Un complicato intreccio di relazioni, sia di odio che di un amore difficile, un amore deluso, incestuoso, impossibile. Alla fine dell'opera la scena rimane vuota, evidenziando la disintegrazione della casa e del suo passato. |
| 1973 (inviato all'editore) | L'hostal de les tres Camèlies (L'ostello delle tre Camelie)                            | L'opera si svolge in una notte, dal tramonto all'alba in un ostello di campagna. Andreu, il proprietario dell'ostello, vive con la seconda moglie, Magdalena, e sua madre, che dopo una paralisi rimase muta. Nell'ostello vive anche una domestica, Camelia, che è l'amante di Andreu, come lo furono tutte le precedenti impiegate dell'ostello. Magdalena sopporta la situazione in silenzio, ma Camelia non vuole adattarsi alla sua condizione di amante perché vuole diventare la padrona dell'ostello, portando ad un conflitto dall'esito tragico. |
| 1976 (ed.)                 | El parc de les magnòlies (Il parco delle magnolie)                                     | L'opera si svolge nella piazza di un parco, nella quale Marta va per osservare suo marito che, giorno dopo giorno, si dà appuntamento lì con l'amante. Marta continua a vedere tutti i loro appuntamenti senza che loro la vedano, ma allo stesso tempo conosce diversi personaggi e grazie alle loro storie si presentano diverse forme di amore, come, ad esempio, l'ingenua infatuazione amorosa e il disincanto amoroso. |
| 1979 (scritto)             | El maniquí (Il manichino)                                                              | L'opera si svolge in inverno e presenta dei personaggi emarginati, i sogni e le fantasie di coloro che si svegliano a cominciare dal motivo centrale, che è il manichino. Nell'atto primo, tre anziani poveri entrano in una baracca con un manichino vestito da ballerina. A seguito di questo impulso, cominciano a raccontare le proprie vite e manifestano il proprio amore verso il manichino. Quando un altro mendicante si porta via il manichino, tornano a sentire pienamente la miseria della loro povertà e vecchiaia. Nell'atto secondo, tre anziane riordinano abiti usati, parlando del loro passato, delle loro fantasie e delusioni. Quando portano loro il manichino, si sentono nuovamente giovani e belle. Alla fine, le donne tolgono gli abiti al manichino e, allo stesso tempo, lo distruggono. |
| 1993 (ed.)                 | El torrent de les flors (Il torrente dei fiori)                                        | Collezione di opere di teatro di Rodoreda che contiene i testi: Un dia, La Senyora Florentina i el seu amor Homer, L'hostal de les tres Camèlies e El maniquí. |

### Esplicative
1. ↑  arabo, aranese, basco, bulgaro, ceco, cinese, croato, danese, ebraico, estone, finlandese, francese, galiziano, giapponese, greco, hindi, inglese, islandese, italiano, lituano, norvegese, olandese, polacco, portoghese, romeno, russo, sardo, serbo, slovacco, sloveno, spagnolo, svedese, tedesco, ungherese, vietnamita

### Libri
- Contrí Cicerol, Imma e Cortés Orts, Carles, Aproximació a 'Quanta, quanta guerra...' de Mercè Rodoreda, Alicante, Librería Compás, 2000,  pp. 19-20, ISBN 84-86776-39-2.
- Cortés Orts, Carles, Les primeres novel·les de Mercè Rodoreda (1932-1936) (PDF), Alicante, Digitalizzato da Biblioteca Virtual Miguel de Cervantes, 2001, ISBN 84-699-6385-6 (archiviato dall'url originale il 19 ottobre 2016).(Tesi dottorale del 1997)
- (CA) Cortés Orts, Carles, II Jornades d'Estudi, Vida i obra de Caterina Albert i Paradís, Publicacions de l'Abadia de Montserrat, 2001,  pp. 203-230, ISBN 84-8415-391-6, OCLC 51097307.
- Cortés Orts, Carles, La superació del pas del temps en els personatges de Mercè Rodoreda (alguns paral·lels amb l'obra de Virginia Woolf, Marcel Proust i Thomas Mann) (PDF), Publicacions de l'Abadia de Montserrat, 2002, ISBN 978-84-8415-333-7.
- Hormigón, Juan Antonio, Autoras en la historia del teatro español (1500-1994), vol. 2, Siglo XX (1900-1975), Madrid, Publicaciones de la Asociación de Directores de Escena de España, 1997, ISBN 84-87591-57-4.
- (CA) Muriá, Anna, Reflexions de la vellesa, Publicacions de l'Abadia de Montserrat, 2003, ISBN 978-84-8415-476-1, OCLC 52529830.
- Oriol i Giralt, Joan, Guia de lectura de Mirall trencat de Mercè Rodoreda, Barcellona, Editorial Andros, 1988,  Estratto, ISBN 84-7661-192-7. URL consultato il 13 ottobre 2016 (archiviato dall'url originale il 26 ottobre 2009).
- Real Mercadal, Neus, Mercè Rodoreda: l'obra de preguerra, Publicacions de l'Abadia de Montserrat, 2005, ISBN 84-8415-712-1.
- Rodoreda, Mercè, Lo specchio rotto, traduzione italiana a cura di Anna Maria Saludes i Amat, Torino, Bollati Borighieri, 1992, ISBN 88-339-0706-6.
- Rodoreda, Mercè, La piazza del Diamante, traduzione italiana a cura di Giuseppe Tavani, Roma, La Nuova Frontiera, 2008, ISBN 978-88-8373-121-1.
- Rovira i Virgili, Antoni, Cartes de l'exili, 1939-1949, Barcellona, L'Abadia de Montserrat, 2002, ISBN 84-8415-406-8.
- (CA) Soldevila, Llorenç, Una novel·la són paraules. Introducció a l'obra de Mercè Rodoreda, Eines, Edicions Proa, 2000, ISBN 84-8256-802-7, OCLC 807114505.

### Articoli
- (CA) Arnau, Carme, Una segona edició «en veu baixa»: 'Vint-i-dos contes', de Mercè Rodoreda (PDF), in Els Marges, numero 2, 1974,  pp. 105-114. URL consultato il 12 ottobre 2016.
- (CA) Arnau, Carme, Mercè Rodoreda. Un viatge entre paraules i flors (PDF), Girona, Fundació Caixa de Girona, 1999. URL consultato il 12 ottobre 2016 (archiviato dall'url originale il 14 maggio 2014).Riproduzione del testo di: Rodoreda, Mercè, "Imatges d'infantesa" in Serra d'Or XXIV, 1982.
- (CA) Arnau, Carme, Mercè Rodoreda, vint anys després (PDF), in Avui (Supplemento Cultura), 10 aprile 2003,  p. III. URL consultato il 5 aprile 2016.
- (CA) Cortés Orts, Carles, El simbolisme en la narrativa de Mercè Rodoreda, in Revista de Catalunya, numero 96, maggio 1995,  pp. 95-104. URL consultato l'11 ottobre 2016.ISSN 0213-5876
- Cortés Orts, Carles, La contribució crítica d'Armand Obiols i de Joan Sales en la narrativa de Mercè Rodoreda, in Journal of Catalan Studies, 2001. URL consultato il 13 ottobre 2016.
- (CA) Gomila, Andreu, Marta Pessarrodona: "L'exili no va salvar Mercè Rodoreda", in Avui, supplemento Cultura, 24-25 marzo 2005,  pp. I-III. URL consultato il 13 ottobre 2016.
- (ES) María Piñol, Rosa, La poesía secreta de Mercè Rodoreda aflora con el libro Agonia de llum, in La Vanguardia, 11 dicembre 2002. URL consultato il 17 maggio 2016.
- (CA) Massip, Francesc, Rodoreda teatral (PDF), in Avui (Supplemento Cultura), 8 novembre 2007,  p. 10. URL consultato l'11 ottobre 2016.
- (CA) Massip, Francesc, El teatre de Mercè Rodoreda, in Serra d'Or, numero 577, gennaio 2008,  pp. 29-32. URL consultato il 14 ottobre 2016 (archiviato dall'url originale il 19 ottobre 2016).
- (CA) Miralles, Carles, La poesia de Mercè Rodoreda (PDF), in Avui, supplemento Cultura, 10 aprile 2003. URL consultato il 13 ottobre 2016.
- (ES) Moliner, María, Una reflexión acerca de la psiqué de la mujer contemporánea a través de la voz femenina en la literatura. Las mujeres de Mercé Rodoreda (PDF), in Asparkía: investigació feminista, numero 4, 1994,  pp. 87-100. URL consultato l'11 ottobre 2016.
- (CA) Oller, Dolors, L'entrevista que mai no va sortir (PDF), in La Vanguardia, supplemento Cultura y Arte, 2 luglio 1991. URL consultato il 14 ottobre 2016 (archiviato dall'url originale il 17 ottobre 2013).
- (CA) Porta Espluga, Roser, Les primeres novel·les de Mercè Rodoreda: antisentimentalisme i humor, in Serra d'Or, numero 577, Abadia de Montserrat, gennaio 2008,  pp. 15-19. URL consultato il 14 ottobre 2016 (archiviato dall'url originale il 19 ottobre 2016).
- (CA) Real Mercadal, Neus, L'exili francès: París (PDF), in Revista de Girona, numero 247, marzo-aprile 2008,  pp. 64-70. URL consultato l'11 ottobre 2016.
- Rodoreda, Mercè, Món d'Ulisses, in La Nostra Revista, numeri 35-36, novembre-dicembre 1948,  p. 367.
- Rodoreda, Mercè, Albes i nits, in La Nostra Revista, numero 45, 30 settembre 1949,  p. 284.
- Rodoreda, Mercè, Tres sonets i una cançó, in La Nova Revista, numero 6, luglio-agosto 1956,  pp. 21-22.
- (CA) Rodoreda, Mercè, Mercè Rodoreda: Obra poètica (PDF), in Els Marges, numero 30, 1984,  pp. 55-71. URL consultato il 13 ottobre 2016.
- Saludes i Amat, Anna Maria, Les tres cases de Mercè Rodoreda (PDF), in Avui, 6 novembre 2003,  p. 30. URL consultato il 13 ottobre 2016.
- (CA) Vilallonga, Borja, El recer celest a Romany (PDF), in Revista de Girona, numero 247, marzo-aprile 2008,  pp. 85-93. URL consultato il 12 ottobre 2016.
- (CA) Vilallonga, Mariàngela, L'eclosió literària Ginebra (PDF), in Revista de Girona, numero 247, marzo-aprile 2008,  pp. 71-77. URL consultato il 12 ottobre 2016 (archiviato dall'url originale il 24 aprile 2014).